# Žeje pri Komendi
Žeje pri Komendi (tyska: Scheje) är en ort i kommunen Komenda i Slovenien. Den hade 148 invånare år 2015.